# Figuras muixerangueras
Las figuras muixerangueras son el conjunto de figuras que puede realizar una colla muixeranguera. Normalmente estas figuras, o construcciones humanas, son torres que se clasifican en función de los niveles de altura que alcanzan, de esta manera hay torres de tres, cuatro, cinco y seis alturas.

### Torres de tres alturas
- Remat de la Torreta, formado por dos personas en el primer nivel (bases), un segundo y un niño o niña (normalmente se explica como 2-1-1). Hay otra versión “sense desplegar” (3-1-1).[1]
- Alcoianet, que puede tener la estructura 2-2-1 ó  3-2-1.[1]
- Castell de Peníscola (3-3-1).[1]
- Peu de la Torreta (4-2-1).[1]
- Torreta del Forcall (5-3-1).[1]
- Les agulles son de estructura 8-6-3, pero pueden ser “ampliadas” a 10-8-4.[1]
- Piló de Titaigües (6-3-1): sobre un círculo de sis danzantes, suben otros tres, y sobre éstos uno más. En ocasiones sube un niño (l’angelico) sobre el nivel superior.[2]

### Torres de cuatro alturas
- Remat de l'Alta realitzado por la Muixeranga d'Algemesí el 1960. Pi de quatre o doble (1-1-1-1). Las personas que intervienen reciben los nombres de "base, segon, alçadora i xiqueta".[1]
- Branca (2-1-1-1).[1]
- Remat del Micalet (2-2-1-1).[1]
- Torre (2-2-2-1).[1]
- Remat de la Canya (3-2-1-1).[1]
- Torreta de tres baixos sin desplegar (3-3-1-1).[1]
- Alcoià (3-3-1-1), que puede ser con o sin pinet interior.[1]
- Castell de quatre amb base de tres (3-3-3-1).[1]
- Torreta, amb estructura 4-2-1-1, se desplieguan "segons, alçador i xiqueta".[1]
- L’Encontre és una figura limpia con estructura 4-2-1-1.[1]
- Remat de l’Alta (4-2-1-1).[1]
- Castell amb base de quatre (4-4-2-1).[1]
- Torreta sin desplegar (5-3-1-1).[1]
- Remat de l’Alta de cinc o Piló de Titaigües de quatre (6-3-1-1).[1]
- Pilotó (8-4-2-1).[1]

### Torres de cinc alturas
- Pi de cinc (1-1-1-1-1) se hace desde 1995.[1][2]
- Micalet (2-2-2-1-1) presentada en 2004 por la Muixeranga d’Algemesí.[1]
- Torre de Cinc de la Safor (3-3-2-1-1) realizada por primera vez por  la Muixeranga de la Safor en una visita a Italia en 2007.[1]
- Castell dels Locos d’Olleria (3-3-3-2-1), elevado per primera volta en 2007.[1]
- Castell de cinc amb base de tres (3-3-3-3-1) realizado por la Nova Muixeranga d’Algemesí en 2003, com un desarrollando el castillo de cuatro.[1]
- Morera (4-2-1-1-1) fue levantada por primera vez en 1995, per la Muixeranga d’Algemesí. Combina la parte baja de una torre (4-2) con la  alta de un "pinet" (1-1-1).[2]
- Canya (4-3-2-1-1).[1]
- Alta clàssica (4-4-2-1-1), que con  sis bases (6-4-2-1-1) se llama Xopera.[1]
- Tomasina (4-4-2-1-1), aparecida en 1995 y que sustituyó "l’Alta clàssica" en el repertorio muixeranguero. El nombre de Tomasina es un homenaje a Tomàs Pla,  maestro de la Muixeranga d’Algemesí durante 25 años.[2]
- Castell de la Safor (4-4-4-2-1) que puede ser con o sin aguja.[1]
- Alta de cinc. Originariamente la hacía con 8 bases  la Muixeranga de Carcaixent, y se llamaba Campoanar. Però desaoareció y adoptó la estructura 6-6-3-1-1. además puede hacerse con un pino doble interior.[1]
- Trobada (6-4-2-1-1). Originariamente era 8-4-2-1-1. Creada por Raül Sanxís para la Nova Muixeranga d’Algemesí con ocasión de la "Trobada de Torres Humanes de 2000". La estructura parece elevarse con dos troncos que se unen.[1]

### Torres de seis alturas
- Alta de sis (6-6-4-2-1-1), que también se hace 8-6-4-2-1-1. La primera de la historia la levantó la Muixeranga d'Algemesí el 1999, estableciendo un récord muixeranguer.[1]
- Dolçaina (6-4-3-2-1-1). También se hace con  4 bases. Esta figura, más complicada i esbelta que la alta de sis, fue coronada en 2004 por la Nova d'Algemesí.[1]

### Combinaciones de "pinets"
- Tirereta, formada por "pinets" de dos que caminan formando una o varias hileras.[1]
- Passeig de gegantets: baile de quatre (o más) pinets de dos. La figura  s encuentra en diferentes localidades como Peñíscola o Forcall. Algunas veces se montan pinets de tres o cuatro alturas, particularmente al principio o al final de una actuación.[1]
- Guionet: un pinet de dos, uno de tres y otro de dos (P2-P3-P2), a menudo andados.[1] El guion es similar, pero con una altura más (P3-P4-P3).[1]
- Font:un pinet de tres rodeado de cuatro pinets de dos, ante los que se meten los "chorros", formados cada uno de uno por muixerangas a cuatro patas y, sobre él, otro boca arriba. La figura tiene una interpretación religiosa, relacionada con la Fondo Salutis.[1][2]
- Retaule (P2-P3-P2-P3-P2), ue inventado en 1997 mediante la combinación de dos guiones.[1][2]
- Palmera:cuatro pequeños pinos de tres casi juntos, orientados cada uno a un punto cardinal.[1][2]
- Altar (1-P2-P3-P4-P3-P2-1).[1]
- Vano de cinco levantado por debajo (P4-P5-P4).[1]
- Senieta: P3 rodado, cuatro P3 andados, cuatro acompañantes.[1]
- Sénia, levantada por primera vez en 1996: P4 rodado, cuatro P3-P2 andados y cuatro acompañados. En el centro hay un pinet doble, alrededor del cual se forman cuatro brazos. cada uno con un pinet de tres y uno de dos. Toda la figura rueda alrededor del pinet del medio, el que rueda sobre sí mismo.[1][2]
- Aranya: P4 rodado, ocho P3 andados, ocho P2 andados y ocho acompañantes.[1]

### Otras Figuras
- Volatinera o Figuereta (5-3-1, 3-2-1 o 2-2-1). Encima de cinco bases suben tres muixeranguers y al ter piso sube otro haciendo el pino.[1][2]
- Volatinera gran (6-6-3-1).[1] Es una volatinera de cuatro alturas, originalmente hecha por la Muixeranga de Algemesí.[2]
- Alcoià en figuereta (3-3-2-1).[1]
- Tub: 4-4-4 con pinet de 3 interior.[1]
- Marieta (4-4-1), Mitja Maria (2-2-2-1) i Maria alta (4-4-4-1, puede hacerse con pi de 4 interior).[1] Tiene un sentido religioso vinculado a la asunción. La popularidad de esta familia de figuras viene del hecho de que permiten la participación de niños del público.[2]
- Campana (4-3-1).[1] Cuatro bailarines forman la base haciendo un círculo cogidos por la espalda. Encima suben tres más, también agarrándose por la espalda. Un niño subido en lo alto y se pone de pie con los brazos abiertos. A veces, al bajar un niño, subían otro del público.[2]
- Oberta: es un pinet de tres con dos niños que se cogen de les manos del levantador y fincas un pie en el hombro de la base.[1][2]
- Oberta gran: 2-1-1-1, con dos niños que se cogen de las manos del levantador. Hay constancia gráfica de que 1934 la Muixeranga d'Algemesí construyó-la en Valencia.[1]
- Donatina o Alcoiana (4-2-2-1-1).[1]
- Cinc d’oros: cinco torretas, o cuatro torretas y una Tomasina o una Morera.[1] Cuatro torretas forman un cuadrado, y la quinta (o Tomasina o morera) se meten en medio.[2]
- Quatre en un peu (1-2-1).[1]
- Cinc en un peu (1-2-1-1). Un forzudo se sitúa en la base, con dos muixeranguers sentados en los hombros, sobre los que se sube un alzador con un niño. Se hace con un poco de piña, pero al llegar arriba el niño, la piña s'apona y la figura queda a la vista.[1][2]
- Banc. Es parecido al cinco en un pie pero el forzudo de la base es un muixeranguer situado boca arriba, aguantando con los brazos estirados atrás y con las piernas dobladas.[2]
- Torre de la bóta (4-2-1).[1]
- Enterro. Se forma con un gran número de muixeranguers sentados o de pie encima de sus compañeros. Algunos llevan un muixeranguer estirado, haciendo de muerte. Puede representar el entierro (dormición) de la Virgen María, pero puede interpretar también la muerte de un muixeranguer o una parodia de enterramiento.[2]